# Аносов Іван Павлович
Іван Павлович Аносов (нар. 24 квітня 1956 — 23 січня 2019) — доктор педагогічних наук, депутат Запорізької обласної ради.

## Життєпис
Народився 24 квітня 1956 року у селі Володимирівка Волноваського району Донецької області. Професор (1996), доктор педагогічних наук (2005). З 1995 по 2010 рр. — ректор Мелітопольського державного педагогічного університету імені Богдана Хмельницького.
Після закінчення в 1973 році середньої школи вступив на хіміко-біологічний факультет Мелітопольського державного педагогічного інституту, який закінчив у 1978 році за спеціальністю «Біологія і хімія». З 1978 по 1983 рік асистент, старший викладач, завідувач кафедри анатомії і фізіології людини та тварин Мелітопольського державного педагогічного інституту.
З 1983 по 1987 рік аспірант стаціонарної аспірантури при НДІ фізіології дітей та підлітків АПН СРСР (м. Москва). Проректор (з 1991 року), ректор (з 1995 року) Мелітопольського державного педагогічного університету.
Завдяки наполегливості ректора в 1997 році на базі закладу створено навчально-методичний комплекс. Першим результатом його роботи стало видання в 1997 році видавництвом «Просвіта» шкільного підручника «Народи північного Приазов'я», створення програми для середньої загальноосвітньої школи «Моє рідне місто» (мелітополезнавство).
Почесною грамотою Верховної Ради України.
У 2006 — 2010 роки був депутатом, головою комісії з питань освіти, науки, а потім культури, спорту та туризму, постійної комісії з питань соціальної політики та праці Запорізької обласної ради.

## Нагороди
- Почесне звання «Заслужений працівник народної освіти України» (1998);
- Орден Богдана Хмельницького III ступеня (1999);
- Почесна грамота Кабінету Міністрів України (2001);
- Хрест Пошани «За духовне відродження» (2003);
- Орден «За заслуги» III ст. (2004);
- Нагрудний знак «Петро Могила» (2006);
- Відзнака з нагоди святкування 15-ї річниці незалежності України (2006);
- Почесне звання «Доктор хоноріс кауза» ПЗ університету ім. Неофіта Рильського (Болгарія, 2006);
- Орден III ступеня «Бронзовий козацький хрест» (2007 р., Українське Реєстрове козацтво);
- Медаль «За розвиток Запорізького краю» (2007);
- Відзнака Президії ЦК Профспілки працівників освіти і науки України «За соціальне партнерство» (2008);
- Орден «За заслуги перед Запорізьким краєм» III ступеня (2008);
- Орден «За заслуги» II ступеня (2009);
- Почесний диплом 13 міжнародної виставки навчальних закладів «Сучасна освіта в Україні-2010» (2010);
- Подяка Прем'єр-міністра України (2010);
- Подяка Президента України (2010);
- Подяка та Почесний диплом 13-ї міжнародної виставки навчальних закладів «Сучасна освіта в Україні-2010» (2010);
- Почесна грамота Національної академії педагогічних наук України «Григорій Сковорода» (2013);
- Почесна грамота Верховної Ради України;
- Грамоти Міністерства освіти України, Президії Запорізької обласної ради Профспілок, виставки-презентації «Інноваційні технології навчання», Запорізької обласної ради тощо.

## Досягнення у наукових працях
Автор понад 100 наукових і навчально-методичних праць, зокрема:
- Анатомія людини: Навч. посібник. — К.: Вища шк., 1995. — 192 с.
- Фізіологічні основи використання нових технологій навчання Науковий вісник МДПУ. — 1998. — № 1. — С. 14—17.
- (рос.)Основы эволюционной теории: Учеб. пособие — К.: «Твім інтер», 1999. — 288 с.
- Виховання молоді на засадах українського менталітету Науковий вісник Мелітопольського державного педагогічного університету. Історико-філософська серія. — Мелітополь, 2001. — Вип. 1. — С. 5—10.
- Педагогічна антропологія на шляху реформування сучасних освітніх систем // Педагогіка і психологія формування творчої особистості: проблеми і пошуки: Зб. наук. праць. — К., Запоріжжя, 2002. — Вип. 26. — С. 12—21.
- Сучасний освітній процес: антропологічний аспект / І. П. Аносов. — К.: Твім інтер, 2003. — 391 с.
- Антропологізм як чинник гуманізації освіти (теоретико-концептуальні основи): дис… д-ра пед. наук: 13.00.01 /Аносов Іван Павлович; Національний педагогічний ун-т ім. М. П. Драгоманова. — К., 2004. — 441 с.
- Начала педагогічної генетики: посіб. для студ. пед. вузів / І. П. Аносов, Р. Л. Кулинич. — К. : Акцент, 2005. — 349 с.
- Анатомія людини: навч. посіб. для студ. вищ. закл. / І. П. Аносов [и др.]. — К.: Твім інтер, 2006. — 304 с.
- Психологічні основи педагогічного спілкування: навч. посіб. для студ. вищ. навч. закл. / І. П. Аносов [и др.]. — К. : Інститут сучасного підручника, 2007. — 272 с.
- Педагогіка вищої школи і вищої освіти: курс лекцій для магістрів: підручник для студ. вищ. навч. закладів / І. П. Аносов [та ін.]; Мелітопольський держ. педагогічний ун-т ім. Богдана Хмельницького. — Мелітополь: Видавничий будинок ММД, 2009. — 316 с.
- Антропологічний вимір якості сучасної вищої освіти: проблеми методології, досвід, рецепції: монографія /Аносов І. П. [та ін.]; за заг. ред. І. П. Аносова, Т. С. Троїцької. — Мелітополь: Видавничий будинок ММД, 2010. — 485, [2] с.
- Вікова фізіологія з основами шкільної гігієни: практикум: навч. посіб. для студ. пед. спец. / І. П. Аносов [та ін.]; Мелітоп. держ. пед. ун-т ім. Богдана Хмельницького. — Мелітополь: Видавничий будинок ММД, 2012. — 122 с.
- Основи науково-педагогічних досліджень: навч. посіб. / І. П. Аносов [та ін.]; Мелітоп. держ. пед. ун-т ім. Богдана Хмельницького. — Мелітополь: Вид. будинок ММД, 2015. — 216 с.